# Синдром мачје хиперестезије
Синдром мачје хиперестезије (енгл. Feline hyperesthesia syndrome, FHD) познат и као синдром трзања коже је болест која се јавља код домаћих мачака и за коју наука још увек није нашла тачан узрок и порекло. Јавља се код свих мачака, независно од доби, а најчешћа је код сијамских, бурманских и хималајских. Синдром се одликује некотролисаним трзањем (таласањем) задњег дела леђа мачке, праћено уједањем, дезоријентисаним кретањем и сиктањем или режањем.

## Етимологија
Мачја хиперестезија (лат. Feline hyperesthesia) је добила име по термину хиперестезија што значи „преосетљивост”, „изражена осетљивост”. Чест термин у употреби је и синдром трзања или дрхтања коже, а односи се на видљив симптом неконтролисаног „таласања” доњег дела леђа стимулисаног мишићем које мачке имају у том делу тела.